# Rungholt

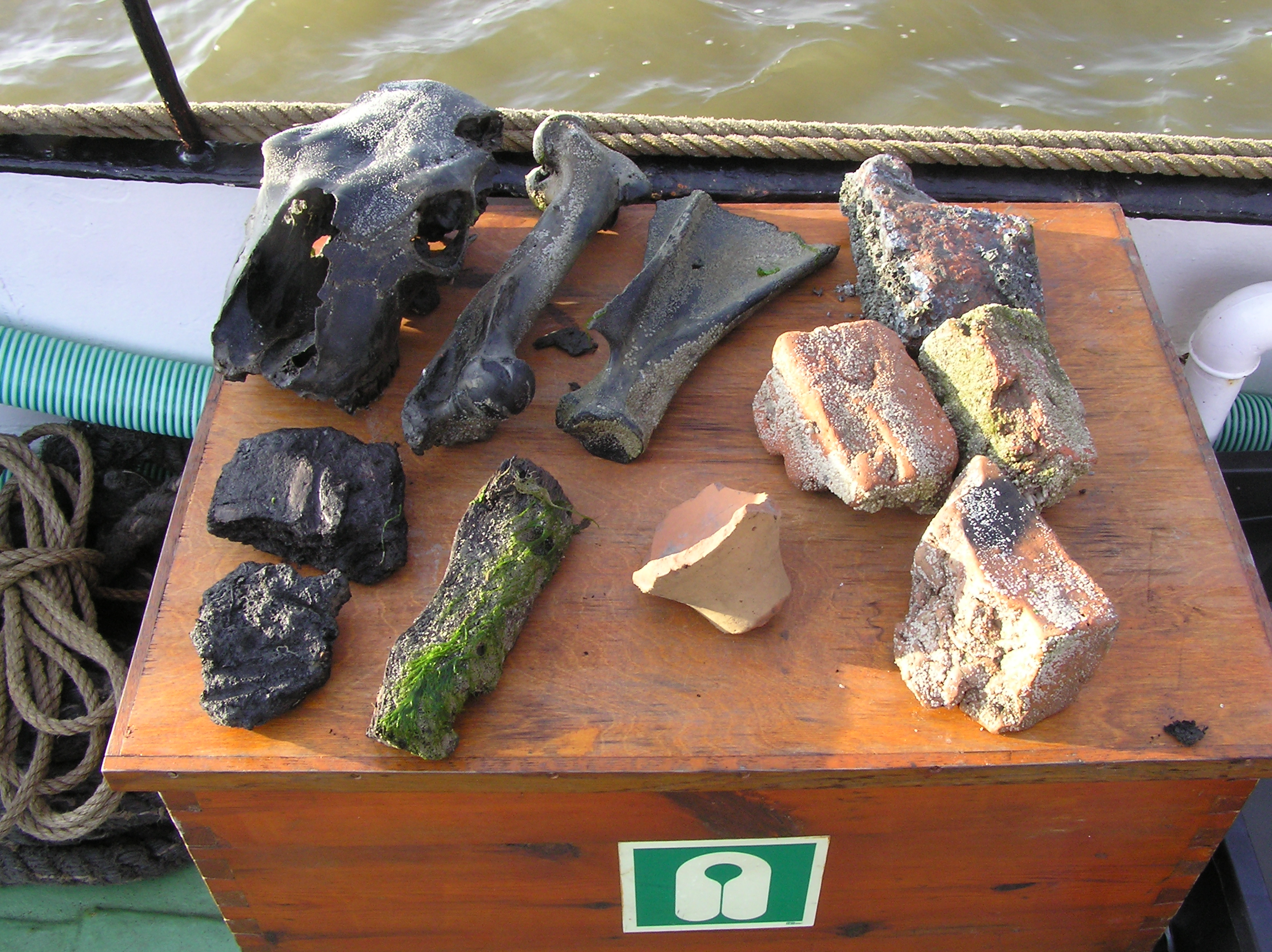
Artefacts de Rungholt.

Rungholt était une cité prospère dans la Frise septentrionale, au nord de l'Allemagne. Elle fut submergée par les vagues d'une onde de tempête, lors de la la seconde inondation de la Saint Marcel dans la mer du Nord qui recouvrit toute la région le 16 janvier 1362.
Rungholt était située sur l'île de Strand (de), entièrement submergée par une autre onde de tempête en 1634, et dont seuls les îlots de Pellworm et de Nordstrand subsistent.
Les ruines de la cité ont été trouvées dans la mer des Wadden vers la fin du XXe siècle, mais les vagues et les courants ont transporté et sédimenté les artefacts plus loin dans la mer. Dans les années 1920 et 1930, quelques-uns ont été exposés, qui suggérèrent une population allant de 1 500 à 2 000 personnes, ce qui est assez important pour la région et l'époque : il semble que Rungholt était un vaste port. Néanmoins la légende grossit sa taille et sa richesse.
Impressionné et inspiré par le destin de cette cité, par les ruines, mais aussi par les exagérations de la légende, le poète germanique Detlev von Liliencron écrivit à propos de cette cité perdue un poème qui commence par ces mots : Heut bin ich über Rungholt gefahren, die Stadt ging unter vor fünfhundert Jahren (« Aujourd'hui je suis passé au-dessus de Rungholt, la cité engloutie il y a cinq cents ans »).
Les mythes locaux racontent que l'on peut entendre le son des cloches de Rungholt résonner dans toute la région par les nuits de tempête.
En mai 2023, les fondations d'une église ont été découvertes sur l'un des terps immergés près de Südfall,,.

## Galerie

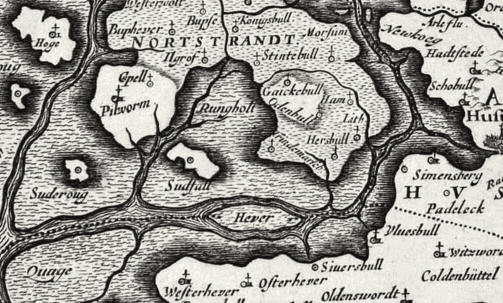
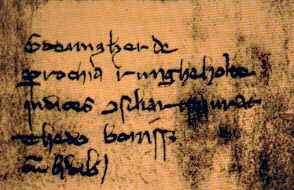